# 卡拜關
22°5′2″N 79°29′43″W / 22.08389°N 79.49528°W

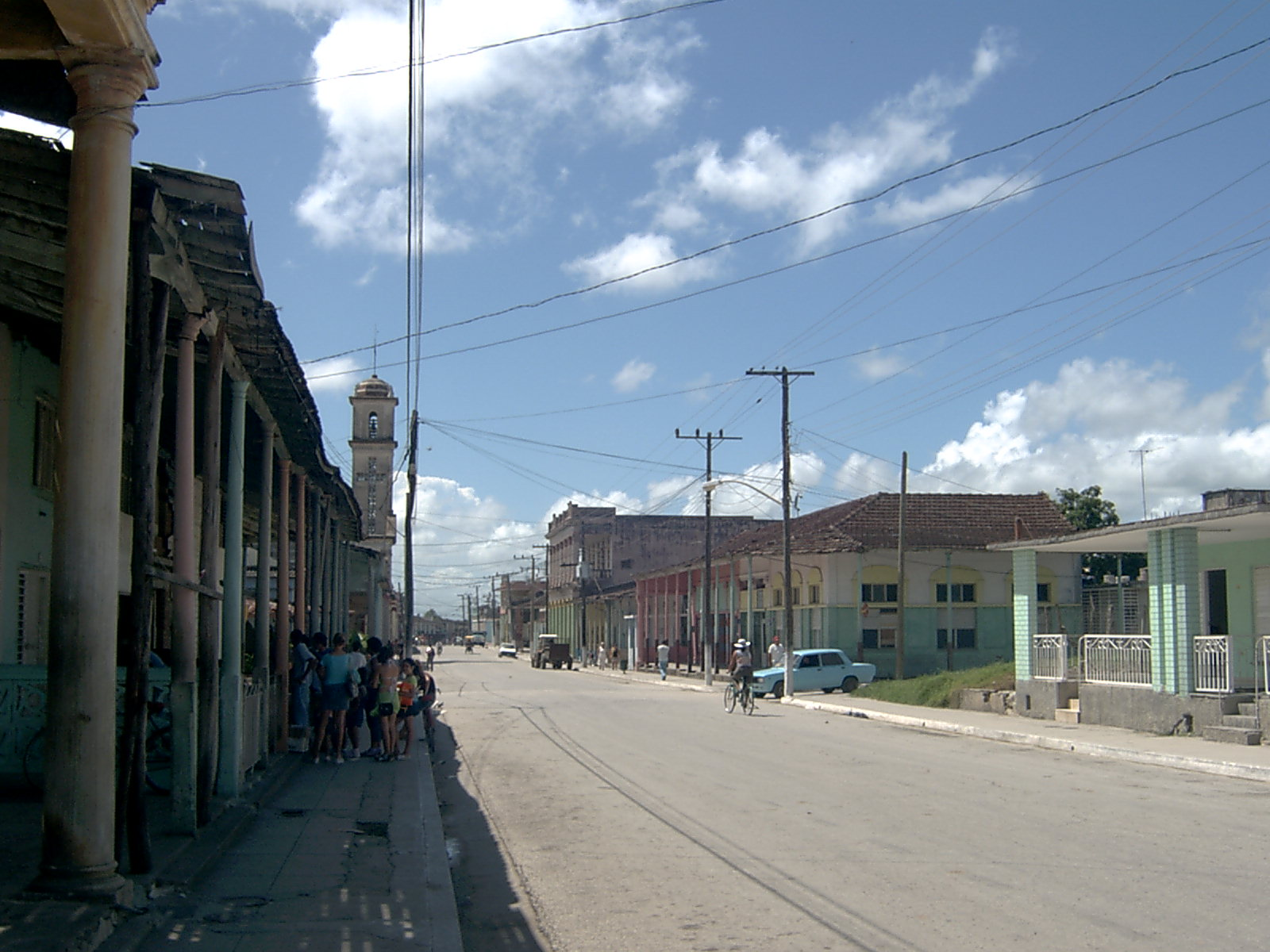

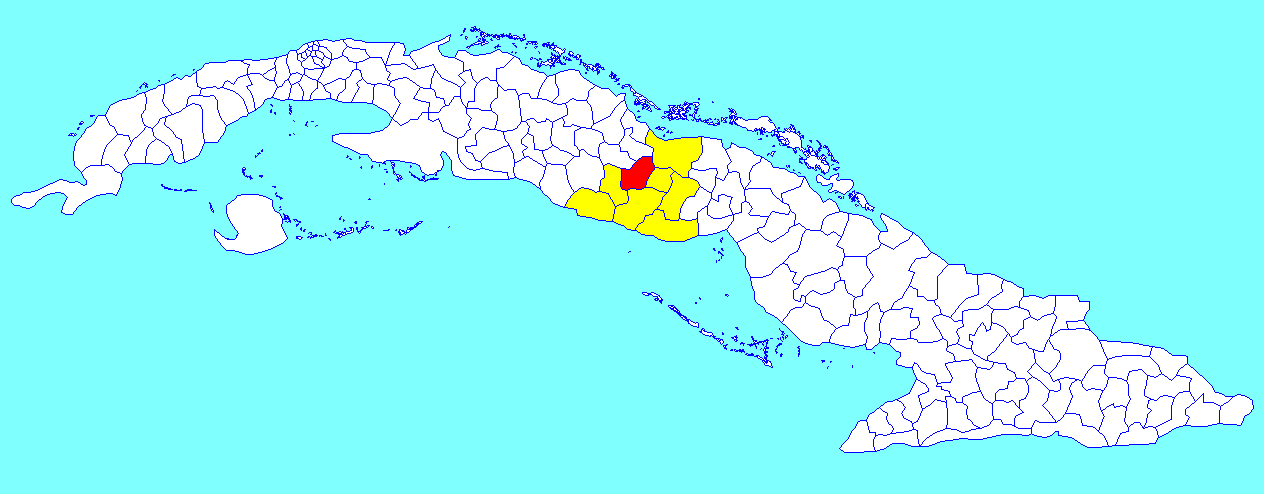

卡拜關（西班牙語發音：[kaβajˈɣwan]），是古巴的城鎮，位於該國中部，由聖斯皮里圖斯省負責管轄，始建於1894年，面積597平方公里，海拔高度135米，2004年人口總數為67,224，人口密度每平方公里112.6人。